# Satèl·lit estratosfèric
Un satèl·lit estratosfèric (high-altitude platform o HAP en anglès) és un satèl·lit artificial de comunicacions que opera a l'estratosfera, normalment al voltant de 20 km sobre el nivell del mar.
Poden ésser avions, dirigibles o globus, dissenyats per operar a una altitud molt alta, que ofereixen respecte als satèl·lits espacials, l'avantatge de poder tornar a terra per reparar o canviar els sistemes de telecomunicacions. Les últimes versions de HAP poden estar anys enlairats
sense necessitat d'aterrar.

## Aplicacions
- Per obtenir alta velocitat en comunicacions wireless.
- Per vigilància i seguretat (militar).
- Per control d'una zona en temps real.
- Per monitorar i estudiar el clima i/o els canvis de temps.
- Com a port espacial.